# Хасковська область
О́бласть Ха́сково (Ха́сковська о́бласть; болг. област Хасково) — область в Південно-центральному регіоні Болгарії. Займає частину Верхньофракійської низовини уздовж річки Мариця. Межує з Грецією та Туреччиною. Площа — 5 543 км². Населення 279,07 тисяч осіб. Адміністративний центр — місто Хасково.
Область утворена 1987 року, до 1998 року займала площу 13,9 тисяч км² і включала в основному території колишніх Хасковського, Старозагорського і Кирджалійського округів.

## Адміністративний поділ
Адміністративно область ділиться на 11 общин:
1. Община Димитровград
2. Община Івайловград
3. Община Любимец
4. Община Маджарово
5. Община Минерални Бани
6. Община Свиленград
7. Община Симеоновград
8. Община Стамболово
9. Община Тополовград
10. Община Харманли
11. Община Хасково